# Козятинська дирекція залізничних перевезень

Козя́тинська дире́кція залізни́чних переве́зень держа́вного підприє́мства «Півде́нно-За́хідна залізни́ця» (ДН-2) — відокремлений структурний підрозділ другого рівня публічного акціонерного товариства «Укрзалізниця» у складі Південно-Західної залізниці. Розташована у Житомирьській, Київській, Хмельницькій, Рівненській областях (в основному в цих областях обслуговує магістральну лінію «Миронівка — Фастів I — Козятин I — Бердичів — Шепетівка — Здолбунів (межа зі Львівською залізницею))», незначні ділянки у Вінницькій (Козятин I та Козятинський залізничний вузол), Тернопільській та Черкаській.

## Структура

### Адміністрація
Управління дирекції знаходиться за адресою: м. Козятин, вул. Васьковського, 8.

## Межі
Межує з такими дирекціями:
| Залізниця        | Дирекція   | Кілометр         | Дільниця | Перегон       |
| ---------------- | ---------- | ---------------- | -------- | ------------- |
| Південно-Західна | Жмеринська |                  |          |               |
| Південно-Західна | Київська   |                  |          | Київ — Фастів |
| Південно-Західна | Київська   | Київ — Миронівка |          |               |